# Andrew Gould
Pour les articles homonymes, voir Gould.
Andrew Gould, né le 17 décembre 1946, est un chef d'entreprise, président et ancien directeur général de Schlumberger.

## Biographie
Diplômé d'histoire économique de l'Université de Cardiff et expert comptable, il travaille dans le département d'audit d'Ernst & Young avant de rejoindre le département d'audit interne de Schlumberger. En 1986, il est nommé trésorier du groupe au siège de New York. En janvier 1999, il est nommé vice-président de la branche service pétrolier de Schlumberger sous la direction Euan Baird avant de lui succéder à la tête de l'entreprise en février 2003. Il recentre les activités du groupe sur les services pétroliers en cédant les actifs liés aux nouvelles technologies, notamment la cession de Sema à Atos Origin. Il développe de façon importante la présence de Schlumberger en Russie. 
Andrew Gould est l'un des présidents directeurs-généraux les mieux payés au monde (13,699,075 USD en 2008 selon Equilar). Il est administrateur du géant minier Rio Tinto et de l'Imperial College London depuis 2002, de l'Université King Fahd University du pétrole de Dhahran et de l'Université des sciences et technologies du Roi Abdallah depuis 2007. 